# Atlante Grosseto
L'Associazione Sportiva Dilettantistica Atlante Grosseto è una squadra italiana di calcio a 5 con sede a Grosseto.

## Storia
Fondata nel 1995 come Associazione Sportiva Cooperativa Atlante, la società disputa nelle prime stagioni il campionato di serie D provinciale. Nella stagione 1998-99 raggiunge la finale della Coppa Toscana venendo tuttavia sconfitta in finale dal Santa Cristina. La stagione seguente la squadra guidata da Andrea Facondini vince il campionato di serie C2, imponendosi ai rigori nella finale spareggio contro il San Quirico.
Nella stagione 2001-02 l'Atlante vince il campionato di serie C1 accedendo alla serie B nazionale. Al terzo campionato disputato la formazione maremmana vince il proprio girone venendo promossa in serie A2. In questa categoria sosterà appena un anno, chiudendo la stagione regolare al penultimo posto e facendo ritorno in serie B. La società cerca di ritornare immediatamente nella categoria superiore ma in campionato giunge seconda dietro al Kaos Futsal e il cammino nei play-off si interrompe presto. La promozione non sfugge tuttavia la stagione seguente, grazie alla vittoria del girone A di Serie B. La seconda apparizione in serie A2 si rivela ancora più indigesta della prima: la società si classifica all'ultimo posto del proprio girone facendo nuovamente ritorno in serie B. Dopo tre campionati di metà classifica, nella stagione 2012-13 l'Atlante sfiora nuovamente la promozione: giunta terza nel girone A dietro Carmagnola e Prato, la squadra si riscatta nei play-off raggiungendo la finale, che però perde per mano della Salinis.
Nell'estate del 2013 la società assume la denominazione Associazione Sportiva Dilettantistica Atlante Grosseto.
Nella stagione 2015/2016 l'Atlante Grosseto disputa le partite in casa al PalaGolfo di Follonica.

## Statistiche e record

### Partecipazioni ai campionati
| Livello | Categoria | Partecipazioni | Debutto   | Ultima stagione | Totale |
| ------- | --------- | -------------- | --------- | --------------- | ------ |
| 2º      | Serie A2  | 5              | 2005-2006 | 2018-2019       | 5      |
| 3º      | Serie B   | 13             | 2002-2003 | 2019-2020       | 13     |
| 4º      | Serie C1  | 2              | 2000-2001 | 2001-2002       | 2      |
| 5º      | Serie D   | 3              | 1995-1996 | 1997-1998       | 5      |
| 5º      | Serie C2  | 2              | 1998-1999 | 1999-2000       | 5      |

## Palmarès
- Campionato di serie B: 3

2004-05, 2007-08 e 2015-16, 2022-23